# Ghana tại Thế vận hội Mùa đông 2018
Ghana đã tham gia Thế vận hội Mùa đông 2018 ở Pyeongchang, Hàn Quốc, từ ngày 9 đến 25 tháng 2 năm 2018. Vận động viên (VĐV) sinh sống ở Hà Lan Akwasi Frimpong là đại diện duy nhất của Ghana, thi đấu nội dung trượt băng nằm sấp.

## Bối cảnh
Jerry Shaib Ahmed là trưởng đoàn Ghana tại Thế vận hội Mùa đông 2018. Akwasi Frimpong là VĐV duy nhất đạt suất tham dự nội dung trượt băng nằm sấp tại đại hội với vị trí trong top 60 trên bảng xếp hạng giữa tháng 1 năm 2018 của Liên đoàn Xe trượt lòng máng và Trượt băng nằm sấp Quốc tế.
Anh trở thành người Ghana thứ hai thi đấu tại Thế vận hội Mùa đông sau VĐV trượt tuyết đổ đèo Kwame Nkrumah-Acheampong tại kỳ năm 2010 ở Vancouver. Frimpong là VĐV Olympic đầu tiên từ Tây Phi tham gia nội dung trượt băng nằm sấp cũng như là VĐV Olympic da đen đầu tiên đại diện cho một nước châu Phi góp mặt ở môn thi này.
Trong khi Ủy ban Olympic Ghana (GOC) đảm bảo một khoản trợ cấp hàng tháng $1,500 cho Frimpong, trưởng đoàn Ghana ông Ahmed đã tìm kiếm các nhà tài trợ để gây quỹ $57,000 cần cho Ghana tham gia đại hội và lý giải rằng chính phủ Ghana đã phải chịu nhiều gánh nặng và thời gian còn lại là không đủ để huy động nguồn tiền. Một công ty địa phương, "Cocoa from Ghana" đã đóng góp $25,000 cho GOC.

## Số VĐV
Bảng sau liệt kê số VĐV theo môn.
| Môn                | Nam | Nữ | Tổng số |
| ------------------ | --- | -- | ------- |
| Trượt băng nằm sấp | 1   | 0  | 1       |
| Tổng số            | 1   | 0  | 1       |

## Trượt băng nằm sấp
Ghana có 1 VĐV nam môn trượt băng nằm sấp, đánh dấu lần đầu tiên Ghana góp mặt ở môn này tại Thế vận hội Mùa đông.
| VĐV             | Nội dung | Lượt 1    | Lượt 1  | Lượt 2    | Lượt 2  | Lượt 3    | Lượt 3  | Lượt 4    | Lượt 4  | Total     | Total   |
| VĐV             | Nội dung | Thời gian | Xếp thứ | Thời gian | Xếp thứ | Thời gian | Xếp thứ | Thời gian | Xếp thứ | Thời gian | Xếp thứ |
| --------------- | -------- | --------- | ------- | --------- | ------- | --------- | ------- | --------- | ------- | --------- | ------- |
| Akwasi Frimpong | Nam      | 53.97     | 30      | 54.46     | 30      | 53.69     | 30      | Bị loại   | Bị loại | 2:42.12   | 30      |